# Mimomyia spinosa
Mimomyia spinosa är en tvåvingeart som först beskrevs av Doucet 1951.  Mimomyia spinosa ingår i släktet Mimomyia och familjen stickmyggor.
Artens utbredningsområde är Madagaskar. Inga underarter finns listade i Catalogue of Life.